# Йонас Ауер
Йонас Антоніус Ауер (нім. Jonas Antonius Auer, 5 серпня 2000) — австрійський футболіст, півзахисник «Рапіда» (Відень).

## Клубна кар'єра
Розпочав займатись футболом у клубі «Леонгофен», з якого у 2014 році він потрапив до академії клубу «Санкт-Пельтен», де Йонас перебував протягом наступних чотирьох років.
2018 року Ауер перейшов до празької «Славії», втім за першу команду так і не зіграв і у вересні 2018 року він був відданий в оренду в клуб другого дивізіону «Вікторія Жижков», де до кінця сезону він зіграв 14 ігор у чемпіонаті.
2019 року Ауер перейшов у іншу чеську команду «Млада Болеслав», за яку 14 липня 2019 року він дебютував у найвищій чеській лізі у грі проти «Карвіни», замінивши на 77 хвилині Марека Матейовського. За нову команду австрієць до кінця сезону провів лише шість матчів у Фортуна-лізі, тому на сезон 2020/21 він був знову відданий в оренду до «Вікторії Жижков», провівши за неї ще 20 матчів другого дивізіону.
У липні 2021 року Ауер повернувся до Австрії і перейшов до клубу Бундесліги «Рапід» (Відень), з яким він підписав контракт до червня 2024 року.

## Виступи за збірну
У 2017—2019 роках Ауер залучався до юнацьких збірних Австрії різних вікових категорій, провівши загалом 16 ігор, забивши 4 голи.
У березні 2021 року дебютував у складі молодіжної збірної Австрії в товариській грі проти Саудівської Аравії.